# Cymatoderella collaris
Cymatoderella collaris is een keversoort uit de familie mierkevers (Cleridae). De wetenschappelijke naam van de soort is voor het eerst geldig gepubliceerd in 1886 door Gorham.